# Windhalm
Windhalm (Apera) is een geslacht uit de grassenfamilie (Poaceae). De soorten komen voor in Europa en Azië.

## Soorten (selectie)
- Apera baytopiana
- Apera intermedia
- Apera interrupta
- Apera spica-venti
- Apera triaristata